# ريفي مانداندا
ريفي مانداندا (بالفرنسية: Riffi Mandanda) (11 أكتوبر 1992 بلو هافر في فرنسا - ) هو لاعب كرة قدم فرنسي في مركز حراسة المرمى. شارك مع منتخب جمهورية الكونغو الديمقراطية تحت 20 سنة لكرة القدم. أما مع النوادي، فقد لعب مع نادي أجاكسيو ونادي كاين وES Uzès Pont du Gard ‏ وVendée Poiré-sur-Vie Football ‏ وAFC Compiègne ‏ وTarbes Pyrénées Football ‏.

## وصلات خارجية
- ريفي مانداندا على موقع رابطة كرة القدم الفرنسية للمحترفين (الإنجليزية)
- ريفي مانداندا على موقع قاعدة بيانات كرة القدم.إي يو (الإنجليزية)
- ريفي مانداندا على موقع ليكيب (الفرنسية)
- ريفي مانداندا على موقع Soccerway.com (الإنجليزية)